# Nuclero
Los nucleros, lugar donde el apicultor desarrolla los núcleos originales que darán comienzo a una colmena, son en general cámaras de cría de tres, cuatro o cinco marcos móviles. La idea es que un pequeño grupo de abejas encuentre en el núcleo un espacio reducido para que pueda termorregular la temperatura interior del mismo fácilmente. Una vez que este núcleo tiene suficiente número de abejas, es trasladado a la cámara de cría donde comienza la expansión, hasta llegar a cubrir con abejas los diez cuadros, o los que contenga el tipo de colmena que se utilice. Se respetan las dimensiones de largo y profundidad del tipo de colmena con que se trabaje, pero se reduce el ancho, para que entren menos cuadros. 
Los nucleros son construidos de madera similar al de las cámaras de cría, siendo en general de menor calidad, porque serán utilizados solo en la temporada reproductiva. La cantidad de cuadros que pueden albergar depende del tipo de clima, en virtud que los núcleos se confeccionan a partir de dos cuadros de cría, pudiendo hacerlos hasta con cuatro, siempre es necesario dejar lugar para un marco de miel y polen, o en su defecto un alimentador interno para apoyar su desarrollo.
Presentan en las zona templada piqueras pequeñas, para que no pierdan temperatura, y a medida que las zonas son cálidas los mismos son situados a la sombra, para que el pequeño grupo de abejas inicial logre enfriarlo o calentarlo fácilmente. El traspaso posterior a cámara de cría debe hacerse cuando la población ha crecido.